# Liste von Kriegen und Schlachten in der Antike
Gewaltsame Auseinandersetzungen mit auswärtigen Feinden waren etwas Alltägliches in denjenigen Gesellschaften der Antike, die keine klar definierten Grenzen hatten und deren Schutz von einer Kriegerschicht gewährleistet wurde, deren gesellschaftliche Stellung von ihrer Bewährung im Krieg abhing. Beutezüge in das Territorium der Nachbarn erfolgten daher regelmäßig ein- bis mehrmals im Jahr. Der Krieg war allgegenwärtig, er bestimmte das Leben und das Selbstverständnis solcher Stammesgesellschaften und ist nur in Ausnahmefällen überliefert.
Aber auch die Herrscher der antiken Hochkulturen definierten sich über militärische Erfolge und mussten diese Legitimation ständig erneuern. Zwar waren diese Kriegszüge durch Gesandtschaften, Kriegserklärungen und Friedensverträge institutionalisiert, aber sie waren immer noch ein regelmäßiges Phänomen.
Die folgende Liste stellt daher nur eine stark eingeschränkte Auswahl solcher längerfristigen militärischen Auseinandersetzungen dar, die aufgrund ihres Verlaufs oder Ergebnisses Eingang in die historische Überlieferung und die wissenschaftliche Diskussion gefunden haben.

## Vor archaischer und klassischer Antike
Kriege, die vor Beginn der Zeit der griechischen Antike stattfanden, sind in der Liste von Kriegen und Schlachten im Altertum aufgeführt.

## Griechische Antike (ca. 800 v. Chr. bis 30 v. Chr.)
In der Zeit der Griechischen Antike waren griechische Stadtstaaten für den gesamten Mittelmeerraum prägend, bis sie schließlich vom Römischen Reich einverleibt wurden. Die Zeiten der griechischen und der römischen Antike haben sich überschnitten. In der folgenden Liste werden nun all jene Auseinandersetzungen aufgeführt, an denen Rom nicht beteiligt war. Alle anderen Auseinandersetzungen werden auch dann weiter unten unter den Kriegen der römischen Antike aufgeführt, wenn Römer gegen Griechen angetreten sind.
| Datum                                                                                       | Schlachtname                                   | Ort                                            | Anmerkungen                                                                                 |
| um 735–715 v. Chr. – Erster Messenischer Krieg                                              | um 735–715 v. Chr. – Erster Messenischer Krieg | um 735–715 v. Chr. – Erster Messenischer Krieg | um 735–715 v. Chr. – Erster Messenischer Krieg                                              |
| um 710–650 v. Chr. – Lelantischer Krieg                                                     | um 710–650 v. Chr. – Lelantischer Krieg        | um 710–650 v. Chr. – Lelantischer Krieg        | um 710–650 v. Chr. – Lelantischer Krieg                                                     |
| um 640 v. Chr. – Zweiter Messenischer Krieg                                                 | um 640 v. Chr. – Zweiter Messenischer Krieg    | um 640 v. Chr. – Zweiter Messenischer Krieg    | um 640 v. Chr. – Zweiter Messenischer Krieg                                                 |
| um 600–592 v. Chr. – Erster Heiliger Krieg                                                  | um 600–592 v. Chr. – Erster Heiliger Krieg     | um 600–592 v. Chr. – Erster Heiliger Krieg     | um 600–592 v. Chr. – Erster Heiliger Krieg                                                  |
| ------------------------------------------------------------------------------------------- | ---------------------------------------------- | ---------------------------------------------- | ------------------------------------------------------------------------------------------- |
| In etwa zeitgleich mit den Perserkriegen beginnen auch Kriege der römischen Antike (s. u.). |                                                |                                                |                                                                                             |
| 500–448 v. Chr. – Perserkriege                                                              |                                                |                                                |                                                                                             |
| 494 v. Chr.                                                                                 | Schlacht von Lade                              | Kleinasien                                     | Perser besiegen ionische Städte                                                             |
| 490 v. Chr., September                                                                      | Schlacht bei Marathon                          | Griechenland                                   | Athener und Plataier besiegen Perser                                                        |
| 480 v. Chr., Anfang August                                                                  | Schlacht bei den Thermopylen                   | Griechenland                                   | Perser besiegen Hellenenbund                                                                |
| 480 v. Chr., Anfang August                                                                  | Schlacht bei Artemision                        | Griechenland                                   | Hellenenbund gegen Perser – keine Entscheidung                                              |
| 480 v. Chr., September                                                                      | Schlacht von Salamis                           | Griechenland                                   | Hellenenbund besiegt Perser                                                                 |
| 479 v. Chr., Frühjahr                                                                       | Schlacht von Plataiai                          | Griechenland                                   | Hellenenbund besiegt Perser                                                                 |
| 479 v. Chr., Frühjahr                                                                       | Schlacht von Mykale                            | Kleinasien                                     | Hellenenbund besiegt Perser                                                                 |
| 465 v. Chr.                                                                                 | Schlacht am Eurymedon                          | Pamphylien                                     | Griechen besiegen Perser                                                                    |
| 484 v. Chr. – Etrusker gegen Griechen                                                       |                                                |                                                |                                                                                             |
| 484 v. Chr.                                                                                 | Schlacht von Kyme                              | Italien                                        | Griechenstädte besiegen Etrusker                                                            |
| 480–310 v. Chr. – Syrakus gegen Karthago bzw. Italioten                                     |                                                |                                                |                                                                                             |
| 480 v. Chr., Oktober                                                                        | Schlacht bei Himera                            | Sizilien                                       | Syrakus besiegt Karthago                                                                    |
| 389 v. Chr.                                                                                 | Schlacht am Elleporus                          | Italien                                        | Syrakus besiegt Italiotischen Bund                                                          |
| 341 v. Chr.                                                                                 | Schlacht am Krimisos                           | Sizilien                                       | Syrakus besiegt Karthago                                                                    |
| 311 v. Chr.                                                                                 | Schlacht am Himeras                            | Sizilien                                       | Karthago besiegt Syrakus                                                                    |
| 310 v. Chr.                                                                                 | Schlacht von Tunis                             | Nordafrika                                     | Syrakus besiegt Karthago                                                                    |
| 441–439 v. Chr. – Samischer Krieg                                                           |                                                |                                                |                                                                                             |
| 431–404 v. Chr. – Peloponnesischer Krieg                                                    |                                                |                                                |                                                                                             |
| 457–445 v. Chr. – Vorspiel: Erster Peloponnesischer Krieg                                   |                                                |                                                |                                                                                             |
| 457 v. Chr.                                                                                 | Schlacht von Tanagra (457 v. Chr.)             | Griechenland                                   | Sparta besiegt Athen                                                                        |
| 457 v. Chr.                                                                                 | Schlacht von Oinophyta                         | Griechenland                                   | Athen besiegt Böotien                                                                       |
| 447 v. Chr.                                                                                 | Schlacht von Koroneia                          | Griechenland                                   | Böotien besiegt Athen                                                                       |
| 431–404 v. Chr. – (Zweiter) Peloponnesischer Krieg                                          |                                                |                                                |                                                                                             |
| 433 v. Chr.                                                                                 | Schlacht bei den Sybota-Inseln                 | Griechenland                                   | Korinth gegen Kerkyra und Athen, unentschieden                                              |
| 432 v. Chr.                                                                                 | Schlacht von Potideia                          | Griechenland                                   | Athen besiegt Korinth                                                                       |
| 429 v. Chr.                                                                                 | Schlacht von Spartolos                         | Griechenland                                   | Chalkidier besiegen Athen                                                                   |
| 429 v. Chr.                                                                                 | Schlacht von Naupaktos                         | Griechenland                                   | Athen besiegt Peloponnesier                                                                 |
| 426 v. Chr.                                                                                 | Schlacht von Tanagra (426 v. Chr.)             | Griechenland                                   | Athen besiegt Böotien                                                                       |
| 426 v. Chr.                                                                                 | Schlacht von Olpai                             | Griechenland                                   | Athen besiegt Sparta                                                                        |
| 425 v. Chr., Frühjahr                                                                       | Belagerung von Pylos                           | Griechenland                                   | Athen besiegt Sparta                                                                        |
| 425 v. Chr., Frühjahr                                                                       | Schlacht auf Sphakteria                        | Griechenland                                   | Athen besiegt Sparta                                                                        |
| 424 v. Chr.                                                                                 | Schlacht beim Delion                           | Griechenland                                   | Theben besiegt Athen                                                                        |
| 422 v. Chr.                                                                                 | Schlacht von Amphipolis                        | Griechenland                                   | Sparta besiegt Athen                                                                        |
| 418 v. Chr.                                                                                 | Erste Schlacht von Mantineia                   | Griechenland                                   | Sparta besiegt Athen                                                                        |
| 415–413 v. Chr.                                                                             | Belagerung von Syrakus                         | Sizilien                                       | Syrakus besiegt Athen                                                                       |
| 411 v. Chr.                                                                                 | Schlacht von Syme                              | Griechenland                                   | Athen gegen Sparta, unentschieden                                                           |
| 411 v. Chr.                                                                                 | Schlacht von Kynossema                         | Griechenland                                   | Athen besiegt Sparta                                                                        |
| 410 v. Chr.                                                                                 | Schlacht von Kyzikos                           | Griechenland                                   | Athen besiegt Sparta                                                                        |
| 407 v. Chr.                                                                                 | Schlacht von Notion                            | Griechenland                                   | Sparta besiegt Athen                                                                        |
| 406 v. Chr.                                                                                 | Schlacht bei den Arginusen                     | Griechenland                                   | Athen besiegt Sparta                                                                        |
| 405 v. Chr.                                                                                 | Schlacht bei Aigospotamoi                      | Griechenland                                   | Sparta besiegt Athen                                                                        |
| 401 v. Chr. – Persischer Bürgerkrieg                                                        |                                                |                                                |                                                                                             |
| 401 v. Chr.                                                                                 | Schlacht bei Kunaxa                            | Babylonien                                     | Perserkönig Artaxerxes besiegt Usurpator Kyros                                              |
| 399–394 v. Chr. – Spartanisch-persischer Krieg                                              |                                                |                                                |                                                                                             |
| 394 v. Chr.                                                                                 | Schlacht von Knidos                            | Kleinasien                                     | Perser besiegen Sparta                                                                      |
| 395–387 v. Chr. – Korinthischer Krieg                                                       |                                                |                                                |                                                                                             |
| 395 v. Chr.                                                                                 | Schlacht von Haliartos                         | Griechenland                                   | Theben besiegt Sparta                                                                       |
| 394 v. Chr.                                                                                 | Schlacht von Nemea                             | Griechenland                                   | Sparta besiegt Theben, Athen, Korinth und Argos                                             |
| 394 v. Chr.                                                                                 | Schlacht von Koroneia                          | Griechenland                                   | Sparta besiegt Theben, Athen, Korinth und Argos                                             |
| 391/390 v. Chr.                                                                             | Schlacht von Korinth                           | Griechenland                                   | Sparta besiegt Athen, Argos und Korinth                                                     |
| 390 v. Chr.                                                                                 | Schlacht bei Lechaion                          | Griechenland                                   | Athen besiegt Sparta                                                                        |
| 371–362 v. Chr. – Thebanischer Krieg                                                        |                                                |                                                |                                                                                             |
| 371 v. Chr.                                                                                 | Schlacht bei Leuktra                           | Griechenland                                   | Theben besiegt Sparta                                                                       |
| 362 v. Chr.                                                                                 | Zweite Schlacht von Mantineia                  | Griechenland                                   | Mantineia, Sparta und Athen gegen Theben, unentschieden                                     |
| 354–322 v. Chr. – Makedonische Kriege                                                       |                                                |                                                |                                                                                             |
| 354 v. Chr.                                                                                 | Schlacht in Thessalien                         | Griechenland                                   | Phoker besiegen Makedonien                                                                  |
| 353 v. Chr.                                                                                 | Schlacht auf dem Krokusfeld                    | Griechenland                                   | Makedonien besiegt die Phoker                                                               |
| 338 v. Chr., 2. August                                                                      | Schlacht von Chaironeia                        | Griechenland                                   | Makedonien besiegt Athen und Theben                                                         |
| 334 v. Chr.                                                                                 | Schlacht am Granikos                           | Kleinasien                                     | Makedonien besiegt Perser                                                                   |
| 333 v. Chr., November                                                                       | Schlacht bei Issos                             | Kleinasien                                     | Makedonien besiegt Perser                                                                   |
| 331 v. Chr., 1. Oktober                                                                     | Schlacht von Gaugamela                         | Kleinasien                                     | Makedonien besiegt Perser                                                                   |
| 331 v. Chr.                                                                                 | Schlacht von Megalopolis                       | Griechenland                                   | Makedonien besiegt Sparta                                                                   |
| 326 v. Chr.                                                                                 | Schlacht am Hydaspes                           | Indien                                         | Makedonien besiegt Poros, König der Paurava                                                 |
| 323–322 v. Chr. – Lamischer Krieg                                                           |                                                |                                                |                                                                                             |
| 322 v. Chr., September                                                                      | Schlacht von Krannon                           | Griechenland                                   | Makedonien besiegt Athen                                                                    |
| 322 v. Chr., September                                                                      | Seeschlacht bei Amorgos                        | Griechenland                                   | Makedonien besiegt Athen                                                                    |
| 321–160 v. Chr. – Diadochenkriege und Kriege der hellenistischen Reiche                     |                                                |                                                |                                                                                             |
| 320 v. Chr.                                                                                 | Schlacht am Hellespont                         | Kleinasien                                     | Eumenes besiegt Krateros                                                                    |
| 319 v. Chr.                                                                                 | Schlacht von Orkynia                           | Kleinasien                                     | Antigonos besiegt Eumenes                                                                   |
| 319 v. Chr.                                                                                 | Schlacht von Kretopolis                        | Kleinasien                                     | Antigonos besiegt Alketas                                                                   |
| 317 v. Chr.                                                                                 | Schlacht von Byzantion                         | Kleinasien                                     | Antigonos besiegt Kleitos                                                                   |
| 316 v. Chr.                                                                                 | Schlacht am Kopratas                           | Iran                                           | Eumenes besiegt Antigonos                                                                   |
| 316 v. Chr.                                                                                 | Schlacht von Paraitakene                       | Iran                                           | Eumenes unentschieden gegen Antigonos                                                       |
| 316 v. Chr.                                                                                 | Schlacht von Gabiene                           | Iran                                           | Eumenes unentschieden gegen Antigonos                                                       |
| 312 v. Chr.                                                                                 | Schlacht von Gaza                              | Palästina                                      | Ptolemaios I. besiegt Demetrios                                                             |
| 311–309 v. Chr.                                                                             | Babylonischer Krieg                            | Babylonien                                     | Sieg für Seleukos I.                                                                        |
| 301 v. Chr.                                                                                 | Schlacht von Ipsos                             | Kleinasien                                     | Untergang des Antigonos                                                                     |
| 281 v. Chr.                                                                                 | Schlacht von Kurupedion                        | Kleinasien                                     | Seleukos I. besiegt Lysimachos                                                              |
| 279 v. Chr.                                                                                 | Thermopylen und Delphi                         | Griechenland                                   | Griechen besiegen Kelten                                                                    |
| 274–271 v. Chr.                                                                             | Erster Syrischer Krieg                         | Syrien                                         | Sieg für Ägypten                                                                            |
| 268 v. Chr.                                                                                 | Elefantenschlacht                              | Kleinasien                                     | Seleukiden besiegen Kelten                                                                  |
| 260–253 v. Chr.                                                                             | Zweiter Syrischer Krieg                        | Syrien                                         | Sieg für Ägypten                                                                            |
| 246–241 v. Chr.                                                                             | Dritter Syrischer Krieg                        | Syrien                                         | Sieg für Ägypten                                                                            |
| 234 v. Chr.                                                                                 | Schlacht beim Aphrodision                      | Kleinasien bei Pergamon                        | Attalos I. von Pergamon besiegt Antiochos Hierax und mit diesem verbündete Kelten (Galater) |
| 234/233 v. Chr.                                                                             | Schlacht bei den Kaïkosquellen                 | Kleinasien                                     | Attalos I. von Pergamon besiegt Kelten (Galater)                                            |
| 222 v. Chr.                                                                                 | Schlacht von Sellasia                          | Griechenland                                   | Makedonien besiegt Sparta                                                                   |
| 220 v. Chr.                                                                                 | Schlacht von Apollonia                         | Iran                                           | Antiochos III. besiegt Aufständische                                                        |
| 217 v. Chr.                                                                                 | Schlacht bei Raphia                            | Sinai                                          | Ptolemaios IV. besiegt Antiochos III.                                                       |
| 207 v. Chr.                                                                                 | Dritte Schlacht von Mantineia                  | Griechenland                                   | Achaiischer Bund besiegt Sparta                                                             |
| 217 v. Chr.                                                                                 | Schlacht bei Raphia                            | Raphia                                         | Sieg für Ägypten                                                                            |
| 202–195 v. Chr.                                                                             | Fünfter Syrischer Krieg                        | Syrien                                         | Gebietsverluste für Ägypten                                                                 |
| 200 v. Chr.                                                                                 | Schlacht von Paneion                           | Palästina                                      | Seleukiden besiegen Ptolemäer                                                               |
| 170–168 v. Chr.                                                                             | Sechster Syrischer Krieg                       | Pelusium                                       | Niederlage für Ägypten                                                                      |
| 160 v. Chr.                                                                                 | Schlacht von Elasa                             | Palästina                                      | Seleukiden besiegen Makkabäer                                                               |
| 132–124 v. Chr.                                                                             | Bürgerkrieg                                    | Ägypten                                        | Kleopatra II. gegen Ptolemaios VIII.                                                        |
| 103–101 v. Chr.                                                                             | Kleopatra III.–Ptolemaios X.                   | Syrien                                         | Ptolemaios X. stirbt                                                                        |

## Frühe Römische Antike (Kriege ab 500 v. Chr.)
| Datum                                               | Schlachtname                           | Ort                                    | Anmerkungen                                                   |
| 498–338 v. Chr. – Latinerkriege                     | 498–338 v. Chr. – Latinerkriege        | 498–338 v. Chr. – Latinerkriege        | 498–338 v. Chr. – Latinerkriege                               |
| 498–493 v. Chr. – Erster Latinerkrieg               | 498–493 v. Chr. – Erster Latinerkrieg  | 498–493 v. Chr. – Erster Latinerkrieg  | 498–493 v. Chr. – Erster Latinerkrieg                         |
| 340–338 v. Chr. – Zweiter Latinerkrieg              | 340–338 v. Chr. – Zweiter Latinerkrieg | 340–338 v. Chr. – Zweiter Latinerkrieg | 340–338 v. Chr. – Zweiter Latinerkrieg                        |
| --------------------------------------------------- | -------------------------------------- | -------------------------------------- | ------------------------------------------------------------- |
| 339 v. Chr.                                         | Schlacht am Vesuv                      | Italien                                | Römer besiegen Latiner                                        |
| 338 v. Chr.                                         | Schlacht von Trifanum                  | Italien                                | Römer besiegen Latiner                                        |
| 390–282 v. Chr. – Kriege Roms gegen die Kelten      |                                        |                                        |                                                               |
| 387 v. Chr., 16. Juli                               | Schlacht an der Allia                  | Italien                                | Kelten besiegen Römer und Latiner                             |
| 283 v. Chr.                                         | Schlacht am Vadimonischen See          | Italien                                | Römer besiegen Gallier                                        |
| 343–289 v. Chr. – Samnitenkriege                    |                                        |                                        |                                                               |
| 343–341 v. Chr. – Erster Samnitenkrieg              |                                        |                                        |                                                               |
| 342 v. Chr.                                         | Schlacht am Berg Gaurus                | Italien                                | Römer besiegen Samniten                                       |
| 326–304 v. Chr. – Zweiter Samnitenkrieg             |                                        |                                        |                                                               |
| 321 v. Chr.                                         | Schlacht an den Caudinischen Pässen    | Italien                                | Samniten besiegen Römer                                       |
| 315 v. Chr.                                         | Schlacht von Lautulae                  | Italien                                | Samniten besiegen Römer                                       |
| 310 v. Chr.                                         | Erste Schlacht am Vadimonischen See    | Italien                                | Römer besiegen Etrusker                                       |
| 305 v. Chr.                                         | Schlacht von Bovianum                  | Italien                                | Römer besiegen Samniten                                       |
| 298–290 v. Chr. – Dritter Samnitenkrieg             |                                        |                                        |                                                               |
| 295 v. Chr.                                         | Schlacht von Camerinum                 | Italien                                | Samniten besiegen Römer                                       |
| 295 v. Chr.                                         | Schlacht von Sentinum                  | Italien                                | Römer besiegen Samniten und Gallier                           |
| 280–275 v. Chr. – Pyrrhuskriege                     |                                        |                                        |                                                               |
| 280 v. Chr.                                         | Schlacht von Heraclea                  | Unteritalien                           | Pyrrhus besiegt Rom                                           |
| 279 v. Chr.                                         | Schlacht bei Asculum                   | Unteritalien                           | Pyrrhus besiegt Rom                                           |
| 275 v. Chr.                                         | Schlacht bei Beneventum                | Unteritalien                           | Rom besiegt Pyrrhus                                           |
| 264–146 v. Chr. – Punische Kriege                   |                                        |                                        |                                                               |
| 264–241 v. Chr. – Erster Punischer Krieg            |                                        |                                        |                                                               |
| 261 v. Chr.                                         | Schlacht von Agrigent                  | Sizilien                               | Rom besiegt Karthago                                          |
| 260 v. Chr.                                         | Schlacht von Mylae                     | Mittelmeer                             | Rom besiegt Karthago                                          |
| 255 v. Chr.                                         | Schlacht von Tunes                     | Nordafrika                             | Karthago besiegt Rom                                          |
| 249 v. Chr.                                         | Schlacht von Drepana                   | Mittelmeer                             | Karthago besiegt Rom                                          |
| 218–201 v. Chr. – Zweiter Punischer Krieg           |                                        |                                        |                                                               |
| 218 v. Chr.                                         | Belagerung von Saguntum                | Spanien                                | Karthago besiegt Iberer                                       |
| 218 v. Chr.                                         | Zweite Schlacht von Lilybaeum          | Sizilien                               | Rom besiegt Karthago                                          |
| 218 v. Chr.                                         | Schlacht an der Rhone                  | Frankreich                             | Karthago besiegt Volcae                                       |
| 218 v. Chr.                                         | Gefecht am Ticinus                     | Italien                                | Karthago besiegt Rom                                          |
| 218 v. Chr.                                         | Schlacht an der Trebia                 | Italien                                | Karthago besiegt Rom                                          |
| 217 v. Chr.                                         | Schlacht am Trasimenischen See         | Italien                                | Karthago besiegt Rom                                          |
| 216 v. Chr., 2. August                              | Schlacht von Cannae                    | Italien                                | Karthago besiegt Rom vernichtend                              |
| 215 v. Chr.                                         | Schlacht von Ibera                     | Spanien                                | Rom besiegt Karthago                                          |
| 212 v. Chr.                                         | Schlacht von Castulo                   | Spanien                                | Karthago besiegt Rom                                          |
| 212 v. Chr.                                         | Schlacht von Ilorci                    | Spanien                                | Karthago besiegt Rom                                          |
| 208 v. Chr.                                         | Schlacht bei Baecula                   | Spanien                                | Rom besiegt Karthago                                          |
| 207 v. Chr.                                         | Schlacht am Metaurus                   | Oberitalien                            | Rom besiegt Karthago                                          |
| 206 v. Chr.                                         | Schlacht von Ilipa                     | Spanien                                | Rom besiegt Karthago                                          |
| 204 v. Chr.                                         | Schlacht von Crotona                   | Süditalien                             | Unentschieden Rom und Karthago                                |
| 202 v. Chr.                                         | Schlacht von Zama                      | Nordafrika                             | Rom besiegt Karthago                                          |
| 149–146 v. Chr. – Dritter Punischer Krieg           |                                        |                                        |                                                               |
| 229–215 v. Chr. Illyrisch-Römische Kriege           |                                        |                                        |                                                               |
| 215–168 v. Chr. Makedonisch-Römische Kriege         |                                        |                                        |                                                               |
| 215–205 v. Chr. Erster Makedonisch-Römischer Krieg  |                                        |                                        |                                                               |
| 200–197 v. Chr. Zweiter Makedonisch-Römischer Krieg |                                        |                                        |                                                               |
| 197 v. Chr.                                         | Schlacht von Kynoskephalai             | Griechenland                           | Rom besiegt Makedonien                                        |
| 171–168 v. Chr. Dritter Makedonisch-Römischer Krieg |                                        |                                        |                                                               |
| 168 v. Chr., 22. Juni                               | Schlacht von Pydna                     | Griechenland                           | Rom besiegt Makedonien                                        |
| 192–188 v. Chr. Römisch-Syrischer Krieg             |                                        |                                        |                                                               |
| 191 v. Chr.                                         | Zweite Schlacht bei den Thermopylen    | Griechenland                           | Römer besiegen Seleukiden                                     |
| 191 v. Chr.                                         | Schlacht bei Magnesia                  | Kleinasien                             | Römer besiegen Seleukiden                                     |
| 113–101 v. Chr. Krieg gegen Kimbern und Teutonen    |                                        |                                        |                                                               |
| 113 v. Chr.                                         | Schlacht bei Noreia                    | Ostalpenraum                           | Kimbern, Ambronen und Teutonen besiegen die Römer             |
| 107 v. Chr.                                         | Schlacht bei Agen                      | Südfrankreich                          | Helvetier, Kimbern, Ambronen und Teutonen besiegen die Römer  |
| 105 v. Chr.                                         | Schlacht bei Arausio                   | Südfrankreich                          | Kimbern, Ambronen und Teutonen besiegen die Römer vernichtend |
| 102 v. Chr.                                         | Schlacht von Aquae Sextiae             | Südfrankreich                          | Marius besiegt die Teutonen und Ambronen                      |
| 101 v. Chr.                                         | Schlacht von Vercellae                 | Oberitalien                            | Marius besiegt die Kimbern                                    |
| 88–64 v. Chr. Mithridatische Kriege                 |                                        |                                        |                                                               |
| 88–84 v. Chr. Erster Mithridatischer Krieg          |                                        |                                        |                                                               |
| 86 v. Chr.                                          | Zweite Schlacht bei Chaironeia         | Griechenland                           | Römer besiegen Mithridates                                    |
| 86 v. Chr.                                          | Schlacht von Orchomenos                | Kleinasien                             | Römer besiegen Mithridates                                    |
| 83–81 v. Chr. Zweiter Mithridatischer Krieg         |                                        |                                        |                                                               |
| 74–64 v. Chr. Dritter Mithridatischer Krieg         |                                        |                                        |                                                               |
| 69 v. Chr.                                          | Schlacht von Tigranocerta              | Armenien                               | Römer besiegen Mithridates                                    |
| 58–51 v. Chr. Gallischer Krieg                      |                                        |                                        |                                                               |
| 58 v. Chr.                                          | Schlacht bei Bibracte                  | Frankreich                             | Römer besiegen Helveten und Rauracher                         |
| 58 v. Chr.                                          | Schlacht im Elsass                     | Elsass                                 | Caesar besiegt Ariovist                                       |
| 57 v. Chr.                                          | Schlacht an der Sambre                 | Belgien                                | Caesar besiegt Belger                                         |
| 52 v. Chr.                                          | Schlacht von Lutetia                   | Frankreich                             | Labienus besiegt Gallier                                      |
| 52 v. Chr., September                               | Schlacht um Alesia                     | Frankreich                             | Caesar besiegt Gallier endgültig                              |
| 54–53 v. Chr. Partherkriege                         |                                        |                                        |                                                               |
| 53 v. Chr.                                          | Schlacht bei Carrhae                   | Mesopotamien                           | Parther besiegen Römer                                        |
| 133–30 v. Chr. Römische Bürgerkriege                |                                        |                                        |                                                               |
| 82 v. Chr.                                          | Schlacht am Collinischen Tor           | Italien                                | Sulla besiegt die Marianer                                    |
| 62 v. Chr.                                          | Schlacht bei Pistoria                  | Oberitalien                            | Heer des Senats vernichtet Catilina und seine Anhänger        |
| 48 v. Chr., 10. Juli                                | Schlacht von Dyrrhachium               | Albanien                               | Pompeius besiegt Caesar                                       |
| 48 v. Chr., August                                  | Schlacht am Bagradas                   | Nordafrika                             | Pompejaner besiegen Heer Caesars                              |
| 48 v. Chr.                                          | Schlacht von Pharsalos                 | Griechenland                           | Caesar besiegt Pompeius                                       |
| 47 v. Chr.                                          | Schlacht am Nil                        | Ägypten                                | Caesar besiegt Ägypten                                        |
| 47 v. Chr.                                          | Schlacht bei Zela                      | Kleinasien                             | Caesar besiegt Pharnakes                                      |
| 46 v. Chr.                                          | Schlacht bei Thapsus                   | Nordafrika                             | Caesar besiegt die Pompeianer                                 |
| 45 v. Chr.                                          | Schlacht von Munda                     | Spanien                                | Caesar besiegt die Pompeianer                                 |
| 43 v. Chr., 14. oder 15. April                      | Schlacht von Forum Gallorum            | Oberitalien                            | Aulus Hirtius besiegt Marcus Antonius                         |
| 43 v. Chr., 21. April                               | Schlacht von Mutina                    | Oberitalien                            | Aulus Hirtius und Octavian besiegen Marcus Antonius           |
| 42 v. Chr.                                          | Schlacht bei Philippi                  | Makedonien                             | Marcus Antonius und Octavian besiegen Cassius und Brutus      |
| 31 v. Chr.                                          | Schlacht bei Actium                    | Griechenland                           | Octavian besiegt Marcus Antonius                              |

## Römische Kaiserzeit
| Datum                                                     | Schlachtname                                                      | Ort                                            | Anmerkungen                                                          |
| --------------------------------------------------------- | ----------------------------------------------------------------- | ---------------------------------------------- | -------------------------------------------------------------------- |
| 9, Herbst                                                 | Schlacht im Teutoburger Wald                                      | Norddeutschland                                | Germanen besiegen Römer                                              |
| 15                                                        | Schlacht an den Pontes longi                                      | Norddeutschland                                | Römer entziehen sich Vernichtung durch Germanen                      |
| 16                                                        | Schlacht von Idistaviso                                           | Norddeutschland                                | Römer besiegen Germanen                                              |
| 16                                                        | Schlacht am Angrivarierwall                                       | Norddeutschland                                | Römer besiegen Germanen                                              |
| 18                                                        | Markomannenschlacht                                               | Böhmen?                                        | Cherusker gegen Markomannen                                          |
| 61                                                        | Schlacht an der Watling Street                                    | England                                        | Römer schlagen Icener und Trinovanten während des Boudicca-Aufstands |
| 69, 14. April                                             | Erste Schlacht von Bedriacum                                      | Vitellius besiegt Otho                         |                                                                      |
| 69, 24. Oktober                                           | Schlacht von Cremona (auch genannt Zweite Schlacht von Bedriacum) | Oberitalien                                    | Vespasian besiegt Vitellius                                          |
| 83/84                                                     | Schlacht am Mons Graupius                                         | Schottland                                     | Römer besiegen Kaledonier                                            |
| 89                                                        | Erste Schlacht von Tapae                                          | Rumänien                                       | Römer besiegen Daker                                                 |
| 115                                                       | Schlacht am Tigris                                                | Mesopotamien                                   | Römer besiegen Parther                                               |
| 132-135                                                   | Bar-Kochba-Aufstand                                               | Palästina                                      | Römer besiegen jüdische Rebellen                                     |
| 163                                                       | Schlacht von Dura Europos                                         | Syrien                                         | Römer besiegen Parther                                               |
| 175                                                       | Schlacht auf der Donau                                            | Österreich                                     | Römer besiegen Jazygen                                               |
| 193                                                       | Zweite Schlacht von Issus                                         | Syrien                                         | römischer Bürgerkrieg                                                |
| 197                                                       | Schlacht bei Lugdunum                                             | Frankreich                                     | römischer Bürgerkrieg                                                |
| 217                                                       | Schlacht von Nisibis                                              | Syrien                                         | Unentschieden zwischen Parthern und Römern                           |
| 235                                                       | Harzhornereignis                                                  | Deutschland                                    | Römer besiegen Germanen                                              |
| 251, Mai                                                  | Schlacht von Terni                                                | Italien                                        | römischer Bürgerkrieg                                                |
| 251, Juni                                                 | Schlacht von Abrittus                                             | Bulgarien                                      | Goten besiegen Römer                                                 |
| 260                                                       | Schlacht bei Augusta Vindelicorum                                 | Augsburg, Süddeutschland                       | Römer besiegen Juthungen                                             |
| 268                                                       | Schlacht bei Naissus                                              | Balkan                                         | Römer besiegen Goten                                                 |
| 268                                                       | Schlacht am Lacus Benacus                                         | Gardasee Italien                               | Römer besiegen Alamannen                                             |
| 270, Frühjahr                                             | Schlacht von Placentia                                            | Italien                                        | Alamannen besiegen Römer                                             |
| 271                                                       | Schlacht bei Pavia                                                | Italien                                        | Römer besiegen Alamannen                                             |
| 272                                                       | Schlacht von Emesa                                                | Syrien                                         | Römer besiegen Palmyra                                               |
| 232-632 Römisch-Persische Kriege                          |                                                                   |                                                |                                                                      |
| 242                                                       | Schlacht von Resaina                                              | Mesopotamia (heute Ras al-Ayn, Syrien)         | Römer besiegen Sassaniden                                            |
| 244, Februar (?)                                          | Schlacht von Mesiche                                              | am Euphrat westlich von Ctesiphon, Mesopotamia | Sassaniden besiegen Römer                                            |
| 260                                                       | Schlacht von Edessa                                               | Mesopotamia (heute Şanlıurfa, Syrien)          | Sassaniden besiegen Römer                                            |
| Römisch-Persische Kriege enden in der Spätantike (s. u.). |                                                                   |                                                |                                                                      |

### Spätantike
| Datum                                                        | Schlachtname                                 | Ort                                                                      | Anmerkungen                                                                          |
| ------------------------------------------------------------ | -------------------------------------------- | ------------------------------------------------------------------------ | ------------------------------------------------------------------------------------ |
| 312, 28. Oktober                                             | Schlacht an der Milvischen Brücke            | Rom (Stadt)                                                              | Konstantin der Große besiegt Maxentius                                               |
| 313, 1. Mai                                                  | Schlacht bei Tzirallum                       | bei Hadrianopolis (heute Edirne)                                         | Licinius besiegt Maximinus Daia                                                      |
| 316                                                          | Schlacht bei Cibalae                         | Pannonia inferior (heute Kroatien)                                       | Konstantin der Große besiegt Licinius                                                |
| 316/17                                                       | Schlacht von Mardia                          | Thracia (heute Bulgarien)                                                | Konstantin der Große besiegt Licinius                                                |
| 324                                                          | Schlacht von Chrysopolis                     | gegenüber von Konstantinopel                                             | Konstantin der Große besiegt Licinius endgültig                                      |
| 357, Herbst                                                  | Schlacht von Argentoratum                    | (heute Straßburg)                                                        | Römer besiegen Alamannen                                                             |
| 378                                                          | Schlacht bei Argentovaria                    | Maxima Sequanorum (heute Elsass)                                         | Römer besiegen Lentienser                                                            |
| 378, 9. August                                               | Schlacht von Adrianopel (378)                | (heute Edirne)                                                           | Goten besiegen Römer                                                                 |
| 402                                                          | Schlacht bei Pollentia                       | (heute Pollenzo, bei Turin)                                              | Westrom unter Stilicho besiegt Westgoten unter Alarich                               |
| 402                                                          | Schlacht bei Verona                          | Verona                                                                   | Westrom unter Stilicho besiegt Westgoten unter Alarich                               |
| 406                                                          | Schlacht bei Faesulae                        | (heute Fiesole, bei Florenz)                                             | Westrom unter Stilicho besiegt Germanen unter Radagais                               |
| 436                                                          | Schlacht bei Narbonne                        | Narbo, Gallia Narbonensis                                                | Westrom unter Aetius besiegt die Westgoten unter Theodorich I.                       |
| 451, 20. September                                           | Schlacht auf den Katalaunischen Feldern      | Gallia Lugdunensis                                                       | Westgoten und Römer besiegen die Hunnen und die Ostgoten                             |
| 454                                                          | Schlacht am Nedao                            | Osteuropa                                                                | Gepiden besiegen Hunnen                                                              |
| 463                                                          | Schlacht bei Orléans (463)                   | Aurelianum, Gallia Lugdunensis                                           | Aegidius besiegt, wohl im Bündnis mit den Salfranken, die Westgoten                  |
| 486                                                          | Schlacht von Soissons (486)                  | Gallia Belgica (heute Frankreich)                                        | Franken besiegen Syagrius                                                            |
| 493, August                                                  | Rabenschlacht                                | Ravenna                                                                  | Odoaker erzwingt Friedensgespräche mit Theoderich, wird dann aber von diesem getötet |
| 496                                                          | Schlacht von Zülpich                         | Tolbiacum, Germania Inferior                                             | Franken besiegen Alamannen                                                           |
| um 500                                                       | Schlacht von Mons Badonicus                  | Britannien                                                               | Romano-Briten und Kelten besiegen die Angelsachsen                                   |
| 507, Frühjahr                                                | Schlacht von Vouillé, bzw. Voulon            | Campus Vocladeus bei Pictavium (heute Poitiers, Frankreich)              | Franken besiegen Westgoten                                                           |
| 524, 21. Juni                                                | Schlacht bei Vézeronce                       | Veseruntia, unweit des Rhodanus (Rhône)                                  | die Burgunden besiegen die Franken                                                   |
| 531                                                          | Schlacht an der Unstrut                      | (heutiger Burgenlandkreis, Sachsen-Anhalt)                               | Franken besiegen die Thüringer                                                       |
| 532                                                          | Schlacht von Autun                           | Augustodunum, Burgund                                                    | Franken besiegen die Burgunden                                                       |
| 537                                                          | Schlacht von Camlann                         | Britannien                                                               | Artus und Mordred sterben – Historizität umstritten                                  |
| 554                                                          | Schlacht bei Casilinum                       | Fluss Volturnus, Italien                                                 | Ostrom besiegt die Franken und Alemannen                                             |
| Ost- - West-Römische Kriege                                  |                                              |                                                                          |                                                                                      |
| 351                                                          | Schlacht bei Mursa                           | Pannonien (heute Kroatien)                                               | Constantius II. besiegt Magnus Magnentius                                            |
| 394, 6. September                                            | Schlacht am Frigidus (Schlacht bei Aquileia) | Grenze zur Pannonia Superior (heute Slowenien)                           | Theodosius I. besiegt Eugenius                                                       |
| Gotenkrieg (376–382)                                         |                                              |                                                                          |                                                                                      |
| 378, 9. August                                               | Schlacht von Adrianopel                      | Hadrianopolis (heute Edirne)                                             | Terwingen (Westgoten) besiegen Römer                                                 |
| 533-534 Vandalenkrieg                                        |                                              |                                                                          |                                                                                      |
| 533, 13. September                                           | Schlacht bei Ad Decimum                      | 10 Meilen südlich von Karthago                                           | Ostrom besiegt die Vandalen.                                                         |
| 533, 15. Dezember                                            | Schlacht bei Tricamarum                      | Tricamarum, südwestlich von Karthago                                     | Ostrom besiegt die Vandalen.                                                         |
| Gotenkrieg (535–554)                                         |                                              |                                                                          |                                                                                      |
| 536, Herbst                                                  | Belagerung von Neapel (536)                  | Neapel                                                                   | Ostrom nimmt Neapel ein.                                                             |
| 541                                                          | Belagerung von Verona                        | Venetum (heute Venetien)                                                 | Ostgoten besiegen Ostrom.                                                            |
| 542, Frühjahr                                                | Schlacht von Faventia                        | (heute Faenza, Italien)                                                  | Ostgoten besiegen Ostrom.                                                            |
| 542                                                          | Schlacht von Mucellium                       | (heute Mugello, Italien)                                                 | Ostgoten besiegen Ostrom.                                                            |
| 542-543, April                                               | Belagerung von Neapel (542–543)              | Neapel                                                                   | Ostgoten nehmen Neapel ein.                                                          |
| 551, Herbst                                                  | Seeschlacht von Sena Gallica                 | (heute Senigallia, Italien)                                              | Ostrom besiegt die Ostgoten                                                          |
| 552, 1. Juli                                                 | Schlacht von Busta Gallorum                  | Taginae in Umbrien                                                       | Ostrom besiegt die Ostgoten.                                                         |
| 553                                                          | Schlacht am Mons Lactarius                   | Monti Lattari (in der Nähe von Neapel, möglicherweise Monte Sant’Angelo) | Ostrom besiegt die Ostgoten.                                                         |
| 232-632 Römisch-Persische Kriege                             |                                              |                                                                          |                                                                                      |
| Römisch-Persische Kriege begannen in der Kaiserzeit (s. o.). |                                              |                                                                          |                                                                                      |
| 297                                                          | Schlacht bei Satala                          | Kleinarmenien (heute Türkei)                                             | Römer besiegen Sassaniden                                                            |
| 363                                                          | Schlacht von Maranga                         | Mesopotamia / Assyrien                                                   | unentschieden                                                                        |
| 530                                                          | Schlacht bei Dara                            | Daras, Mesopotamia (heute Türkei)                                        | Oströmer besiegen die Sassaniden.                                                    |
| 531, 19. April                                               | Schlacht von Callinicum                      | Mesopotamia (heute ar-Raqqa, Syrien)                                     | Sassaniden besiegen Oströmer.                                                        |
| 575/76                                                       | Schlacht bei Melitene                        | Capadocia (heute Malatya, Türkei)                                        | Ostrom besiegt die Sassaniden.                                                       |
| 586                                                          | Schlacht bei Solachon                        | Mesopotamia (heute Türkei)                                               | Ostrom besiegt die Sassaniden.                                                       |
| 626, 29. Juli bis 7. August                                  | Belagerung von Konstantinopel (626)          | Konstantinopel                                                           | Ostrom besiegt die Sassaniden und Awaren.                                            |
| 627, 12. Dezember                                            | Schlacht bei Ninive                          | (heute Mossul)                                                           | Ostrom besiegt die Sassaniden entscheidend.                                          |